# En historie om en SUKKER-knald
En historie om en SUKKER-knald er en dansk dokumentarfilm med ukendt instruktør.

## Handling
Denne artikel mangler et handlingsreferat. Hjælp os med at skrive det.